# 伏爾加三角洲

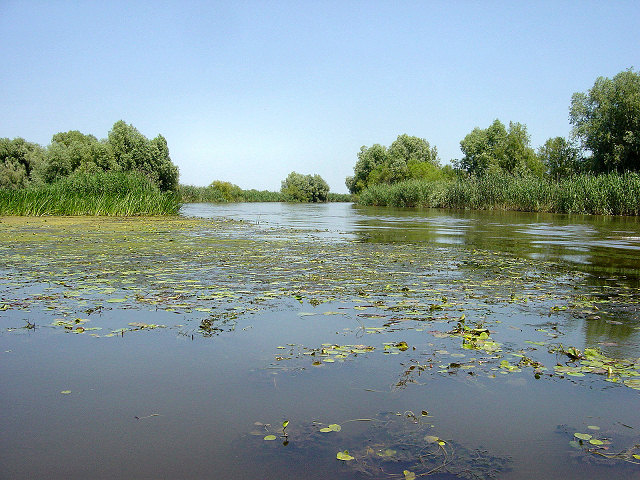
在伏爾加三角洲

伏爾加三角洲是歐洲最大的內陸河流三角洲，位於俄羅斯阿斯特拉罕州（最東部在哈薩克），是歐洲最大的河流系統伏爾加河進入裡海形成的。
伏爾加三角洲面積在過去一百年內因裡海水平線的改變而不斷增加。雖然當地在1919年建立了自然保護區，但污水和開墾對之正造成損害。

## 外部連結
- Volga River Delta at NASA Earth Observatory
- 伏爾加三角洲旅遊